# 瓦勒良
普布里烏斯·利奇尼烏斯·瓦勒瑞安努斯（200年—260年之后），通常譯作瓦勒良，是羅馬帝国皇帝（公元253－260年在位）。瓦勒良在羅馬帝國的三世紀危機中，經由內戰勝利而成為皇帝。260年，瓦勒良率軍東征薩珊波斯時受到敵軍俘虜，最後卒於波斯。

## 早年與取得皇權
由於這一時期的史料缺乏，後人並不清楚瓦勒良早年的詳細生平。瓦勒良自称出身於羅馬元老院階級的利奇尼烏斯家族，其祖先可上溯至共和末年的马库斯·李锡尼·克拉蘇。238年，他在戈爾迪安一世任內成為首席元老。251年他獲選為監察官，並就任多瑙河軍區（諾利庫姆行省、萊提亞行省）的長官。252年底，當三十萬哥德人大舉南下，瓦勒良面對河對岸阿拉曼人的蠢蠢欲動，率兵加以攻擊。253年帝國發生內戰，瓦勒良原本派兵支援皇帝加盧斯對抗埃米利安努斯，但未赴戰場加盧斯即因士兵背叛而身亡。當瓦勒良與埃米利安努斯交鋒時，也因埃米利安努斯部下的投誠，使得53歲的瓦勒良成為帝國唯一的皇帝。

## 統治與迫害基督徒
瓦勒良登基後，便將他的長子加里恩努斯立為國家的共治皇帝。此時羅馬帝國外患不斷，瓦勒良讓加里恩努斯負責帝國西方防務，而他本人則專注於東方事務。瓦勒良上任之後，首先重建國家的防衛體制，破格提拔有才幹的人才，特別是將多瑙河軍區的軍團大力地整頓一番。
瓦勒良承續德西烏斯時代對基督教的迫害行動。在當時的羅馬境內，基督教已經具有一定數量的信徒了。基督徒為了信仰而拒絕擔任羅馬公職、逃避兵役的行為，在羅馬傳統觀點來看是不能原諒的；加上這段期間蠻族入侵、國難不斷、瘟疫流行，使得民間傾向於將這些天災人禍怪罪於基督徒褻瀆羅馬諸神的結果。
257年，瓦勒良發出敕令，針對基督教會的領導階層，政府得以在未經查證犯罪的情況下加以逮捕，並判處流放或死刑；羅馬主教與迦太基的居普良受逮捕處死。258年，瓦勒良下達更嚴苛的敕令，將所有信仰基督教的信徒列入逮捕的範圍之內，若信徒不願聲明放棄其基督信仰，則政府便得以沒收其財產，並將其判處流放或處死。然而這些措施在後來因皇帝東征失敗而中止。

## 東征與受俘

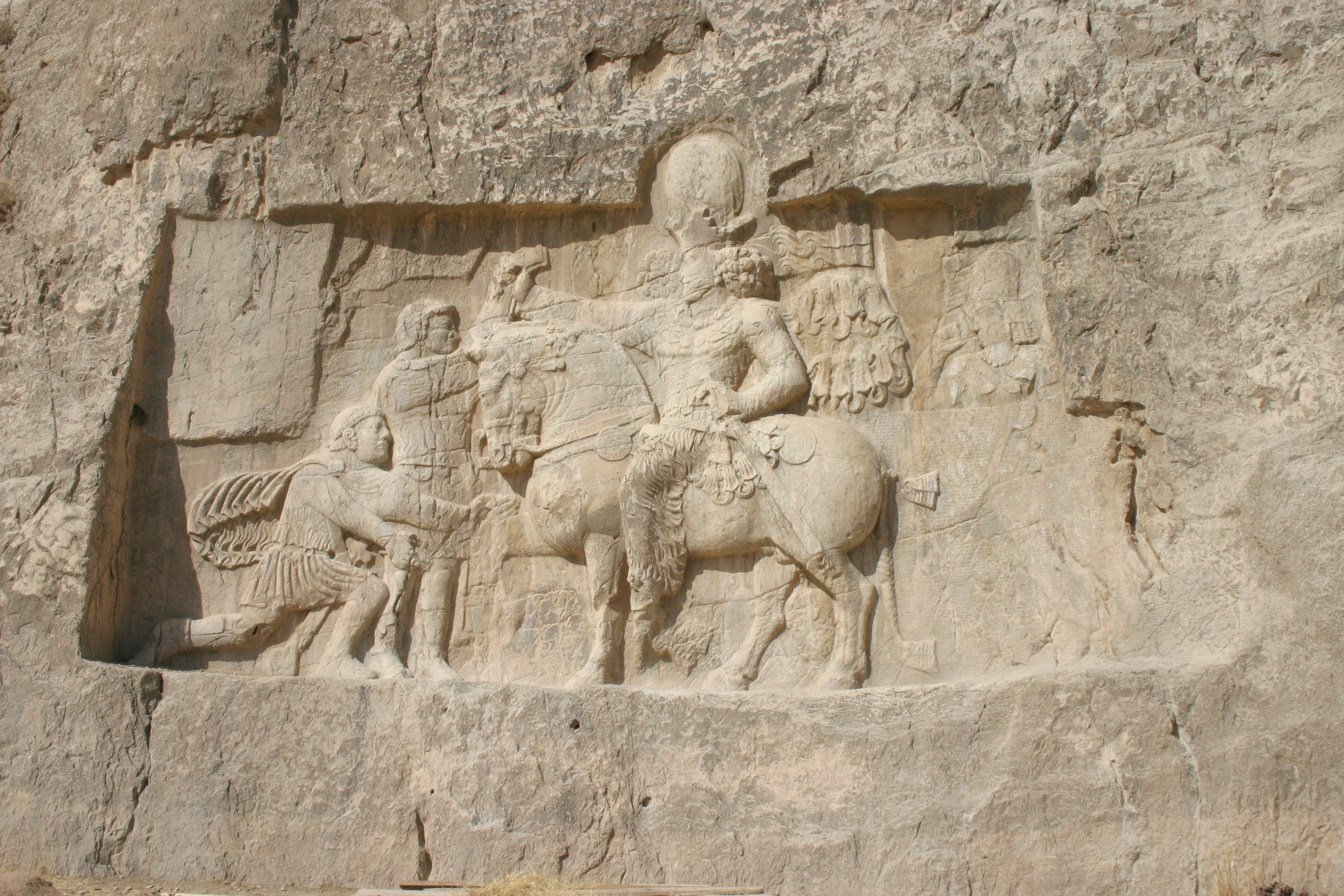
存於伊朗悉路玆的岩壁浮雕，展示沙普爾一世對羅馬帝國的功業。乘馬者為沙普爾，其對面站立者為瓦勒良，跪在其前方乞降者為羅馬皇帝阿拉伯人菲利普。

薩珊波斯的沙普爾一世已經取得了羅馬的東方屬國亞美尼亞，入侵敘利亞，甚至占領了大城安提阿，令羅馬的東方邊境受到相當大的安全脅迫。260年初，瓦勒良率領約七萬兵力東征，並收復了敘利亞和安提阿。關於雙方之後的遭遇，由於第一手史料的缺乏，只留有波斯方面的記載：
羅馬帝國皇帝瓦勒良率七萬士兵朝我領土而來，兩軍展開激烈戰鬥，結果我方成功將瓦勒良納入手中。我軍得此重大戰果，趁勢進攻敘利亞、西里西亞、卡帕多奇亞，燒殺掠奪，俘虜敵方人民為奴。豈知此地，原為我大波斯之固有領土。
現代學者大多認為瓦勒良受俘可能不是由於戰敗，而是波斯方面的計謀成功所致。無論如何，羅馬皇帝遠征的軍隊失敗，瓦勒良變成沙普爾的階下囚。羅馬軍團解除了武裝，被派往波斯境內建造一道攔水坝——Band-i-Kaisar（皇帝橋）。
四世紀基督教會的記載中，描述了瓦勒良受俘後的遭遇：每當沙普爾要乘馬時，便命令羅馬皇帝趴在地上，當成沙普爾上馬的腳踏板。瓦勒良一直維持著俘囚的身份，可能不久之後就病逝在波斯。

## 死亡
4世纪的史学家尤特罗匹斯曾记载：“瓦勒良被波斯的沙普尔王推翻并囚禁，在波斯作为可耻的奴隶渡过了余生。”因为萨珊王朝的统治者存在对基督徒的迫害行为，早期的基督徒拉克坦提乌斯被认为是一位极端的反波斯者。他坚称，瓦勒良生前受尽了非人的耻辱，如被沙普尔当做上马时垫脚的踏板。在这个版本中，瓦勒良在长时间的受辱后希望向沙普尔支付一笔巨额的赎金，并以此换得自由。但沙普尔却令瓦勒良吞下熔化的金子，将他剥皮并填满稻草，作为战利品成列在祆教神庙中。（其他版本中，瓦勒良甚至死于活剥）据称，在一场波斯对罗马的胜仗后，瓦勒良的人皮方得以火化并掩埋。瓦勒良的死亡至今在史学界仍颇具争议，并未形成定论。
现代学者Touraj Daryaee则得出了与拉克坦提乌斯的记载相悖的结论。他认为沙普尔一世将瓦勒良和他的部分部队送到了沙普尔城或贡迪沙普尔城，并为他们提供了很好的生活条件。沙普尔将罗马士兵们投入到工程建设与发展计划的实施中。位于古城苏萨附近的水坝“皇帝桥”正是一处罗马工程的遗迹。早期波斯穆斯林学者则称，作为修筑皇帝桥的报酬，沙普尔将受俘的罗马人安置在了贡迪沙普尔城，并释放了瓦勒良。
据称，出于宣扬迫害基督徒者也将死于非命的观点，拉克坦提乌斯的记载与事实存在偏差。而由于对波斯强烈的憎恶与仇视，他的记载则在罗马近东地区得到了广泛的传播。

## 影響
瓦勒良兵敗一事，是羅馬帝國首次出現皇帝遭到敵人的俘虜，對人民造成前所未有的震撼，使得帝國威望一落千丈。高盧帝國的建立，以及帕米拉王國的獨立，都是瓦勒良受俘所造成的後遺症。瓦勒良受俘之後，長子加里恩努斯即位，但後來被軍官殺害。
但在另一方面，瓦勒良不拘泥於將官的出身，大力提拔帝國前線伊利里亞的才幹人才。羅馬帝國之後的兩位成功皇帝哥德人征服者克勞狄、奧勒良，以及三世紀後半的諸位軍人皇帝相繼繼位，終於結束羅馬帝國的危機，這不能不看作是瓦勒良的識人眼光。